# Saint-Martin-des-Noyers
Pour les articles homonymes, voir Saint-Martin.
Saint-Martin-des-Noyers est une commune française située dans le département de la Vendée, en région Pays de la Loire.
Ses habitants sont appelés les Martinoyens.

## Géographie
Le territoire municipal de Saint-Martin-des-Noyers s'étend sur 4 149 hectares. L'altitude moyenne de la commune est de 97 mètres, avec des niveaux fluctuant entre 58 et 118 mètres,.
La commune est située au centre de la Vendée, à 20 km au nord-est du chef lieu La Roche-sur-Yon (gare), à 40 min de Nantes (aéroport), à 10 km du carrefour autoroutier Nantes-Bordeaux et Paris-La Roche-sur-Yon, à 50 km de la côte atlantique et à 35 km du Puy du Fou.
Deux rivières du département y prennent leur source : l'Yon et la Boulogne et la commune est bordée au sud-est par le ruisseau de la Fauconnière.

### Climat
Pour des articles plus généraux, voir Climat des Pays de la Loire et Climat de la Vendée.
En 2010, le climat de la commune est de type climat océanique altéré, selon une étude du CNRS s'appuyant sur une série de données couvrant la période 1971-2000. En 2020, Météo-France publie une typologie des climats de la France métropolitaine dans laquelle la commune est exposée à un climat océanique et est dans la région climatique Bretagne orientale et méridionale, Pays nantais, Vendée, caractérisée par une faible pluviométrie en été et une bonne insolation. 
Pour la période 1971-2000, la température annuelle moyenne est de 11,9 °C, avec une amplitude thermique annuelle de 14,1 °C. Le cumul annuel moyen de précipitations est de 827 mm, avec 12,7 jours de précipitations en janvier et 6,6 jours en juillet. Pour la période 1991-2020, la température moyenne annuelle observée sur la station météorologique de Météo-France la plus proche, « St-Fulgent_sapc », sur la commune de Saint-Fulgent à 15 km à vol d'oiseau, est de 12,6 °C et le cumul annuel moyen de précipitations est de 815,9 mm,. Pour l'avenir, les paramètres climatiques de la commune estimés pour 2050 selon différents scénarios d'émission de gaz à effet de serre sont consultables sur un site dédié publié par Météo-France en novembre 2022.

## Urbanisme

### Typologie
Au 1er janvier 2024, Saint-Martin-des-Noyers est catégorisée bourg rural, selon la nouvelle grille communale de densité à sept niveaux définie par l'Insee en 2022.
Elle est située hors unité urbaine. Par ailleurs la commune fait partie de l'aire d'attraction d'Essarts en Bocage, dont elle est une commune du pôle principal,. Cette aire, qui regroupe 6 communes, est catégorisée dans les aires de moins de 50 000 habitants,.

### Occupation des sols
L'occupation des sols de la commune, telle qu'elle ressort de la base de données européenne d’occupation biophysique des sols Corine Land Cover (CLC), est marquée par l'importance des territoires agricoles (87,3 % en 2018), en diminution par rapport à 1990 (88,8 %). La répartition détaillée en 2018 est la suivante : 
terres arables (49,8 %), zones agricoles hétérogènes (26 %), prairies (11,5 %), forêts (8,2 %), zones urbanisées (3,9 %), eaux continentales (0,6 %). L'évolution de l’occupation des sols de la commune et de ses infrastructures peut être observée sur les différentes représentations cartographiques du territoire : la carte de Cassini (XVIIIe siècle), la carte d'état-major (1820-1866) et les cartes ou photos aériennes de l'IGN pour la période actuelle (1950 à aujourd'hui).

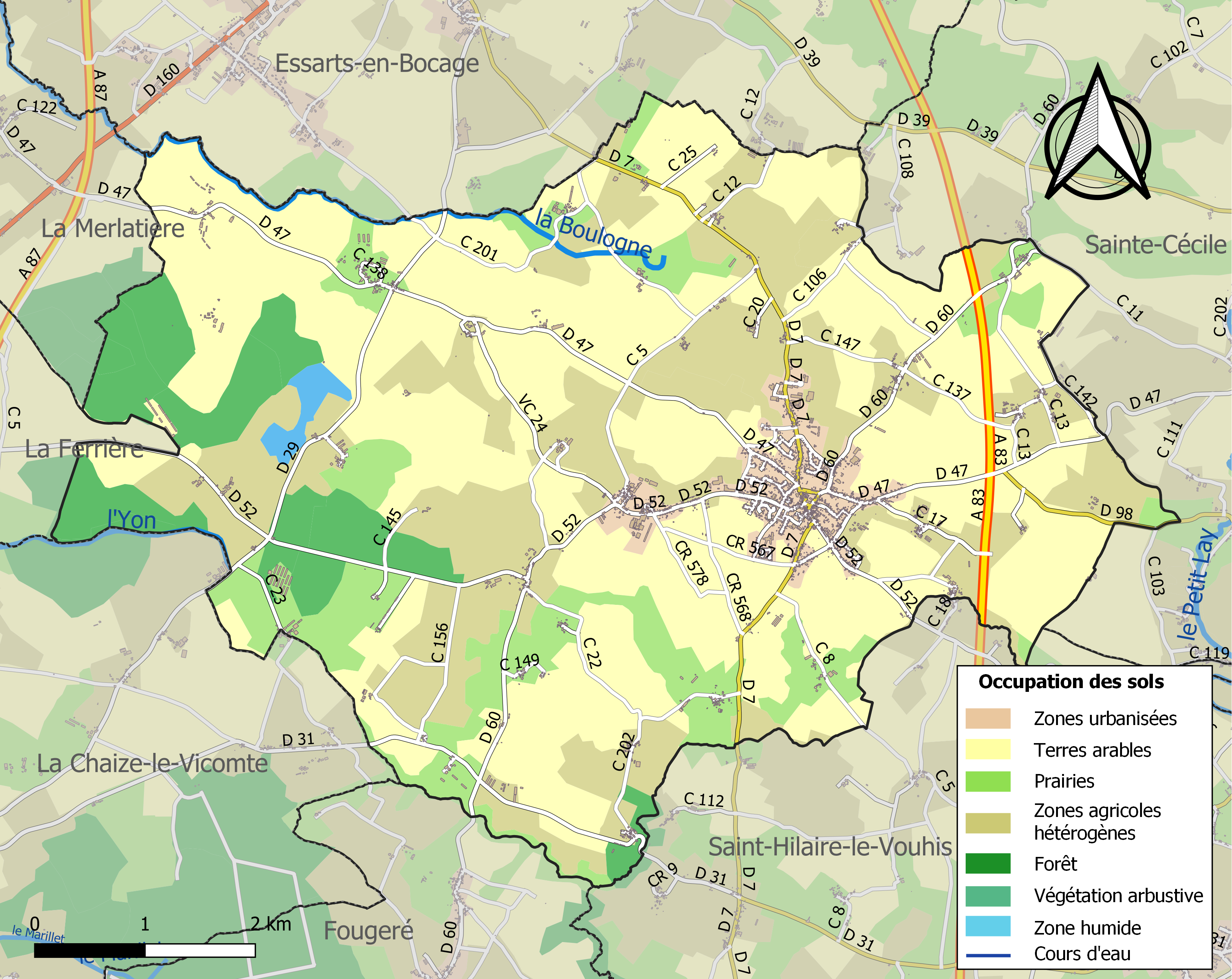
Carte des infrastructures et de l'occupation des sols de la commune en 2018 (CLC).

## Toponymie
Durant la Révolution, la commune porte le nom de Les Noyers.

## Histoire
Cette commune était rattachée au XVe siècle à la vicomté de Thouars qui appartenait, alors, à la famille d'Amboise.
En 1791, elle s'accroit de la paroisse de La Grève (archives dép. de Vendée).

### Devise
La devise de Saint-Martin-des-Noyers est Sanctus Martinus De Nucariis.

## Population et société

### Démographie

#### Évolution démographique
L'évolution du nombre d'habitants est connue à travers les recensements de la population effectués dans la commune depuis 1800. Pour les communes de moins de 10 000 habitants, une enquête de recensement portant sur toute la population est réalisée tous les cinq ans, les populations de référence des années intermédiaires étant quant à elles estimées par interpolation ou extrapolation. Pour la commune, le premier recensement exhaustif entrant dans le cadre du nouveau dispositif a été réalisé en 2004.

En 2022, la commune comptait 2 540 habitants, en évolution de +9,44 % par rapport à 2016 (Vendée : +5,33 %, France hors Mayotte : +2,11 %).
| 1800 | 1806 | 1821  | 1831  | 1836  | 1841  | 1846  | 1851  | 1856  |
| ---- | ---- | ----- | ----- | ----- | ----- | ----- | ----- | ----- |
| 610  | 894  | 1 469 | 1 494 | 1 524 | 1 590 | 1 662 | 1 777 | 1 921 |

| 1861  | 1866  | 1872  | 1876  | 1881  | 1886  | 1891  | 1896  | 1901  |
| ----- | ----- | ----- | ----- | ----- | ----- | ----- | ----- | ----- |
| 1 945 | 1 955 | 1 992 | 2 042 | 2 133 | 2 207 | 2 347 | 2 305 | 2 300 |

| 1906  | 1911  | 1921  | 1926  | 1931  | 1936  | 1946  | 1954  | 1962  |
| ----- | ----- | ----- | ----- | ----- | ----- | ----- | ----- | ----- |
| 2 231 | 2 136 | 1 910 | 1 902 | 1 814 | 1 778 | 1 700 | 1 775 | 1 671 |

| 1968  | 1975  | 1982  | 1990  | 1999  | 2004  | 2006  | 2009  | 2014  |
| ----- | ----- | ----- | ----- | ----- | ----- | ----- | ----- | ----- |
| 1 655 | 1 769 | 1 867 | 1 953 | 2 003 | 2 121 | 2 152 | 2 227 | 2 287 |

| 2019  | 2022  | - | - | - | - | - | - | - |
| ----- | ----- | - | - | - | - | - | - | - |
| 2 483 | 2 540 | - | - | - | - | - | - | - |

#### Pyramide des âges
En 2018, le taux de personnes d'un âge inférieur à 30 ans s'élève à 36,5 %, soit au-dessus de la moyenne départementale (31,6 %). À l'inverse, le taux de personnes d'âge supérieur à 60 ans est de 25,9 % la même année, alors qu'il est de 31,0 % au niveau départemental.
En 2018, la commune comptait 1 199 hommes pour 1 228 femmes, soit un taux de 50,60 % de femmes, légèrement inférieur au taux départemental (51,16 %).
Les pyramides des âges de la commune et du département s'établissent comme suit.
| Hommes | Classe d’âge | Femmes |
| ------ | ------------ | ------ |
| 0,6    | 90 ou +      | 1,9    |
| 6,6    | 75-89 ans    | 10,6   |
| 16,9   | 60-74 ans    | 15,3   |
| 19,7   | 45-59 ans    | 18,5   |
| 19,3   | 30-44 ans    | 17,8   |
| 16,1   | 15-29 ans    | 16,1   |
| 20,9   | 0-14 ans     | 19,9   |

| Hommes | Classe d’âge | Femmes |
| ------ | ------------ | ------ |
| 0,8    | 90 ou +      | 2,2    |
| 8,7    | 75-89 ans    | 11,1   |
| 20,3   | 60-74 ans    | 21,3   |
| 20     | 45-59 ans    | 19,4   |
| 17,5   | 30-44 ans    | 16,8   |
| 15     | 15-29 ans    | 13,2   |
| 17,7   | 0-14 ans     | 16,1   |

### Enseignement
- Il y a une école primaire publique et une école primaire privée.

### Sports

#### Football
Le club de football de la commune, les Éclaireurs de Saint-Martin (ÉSM), fusionne en avril 2012 avec celui de Sainte-Cécile — l'Union sportive cécilienne de football (USCF) — pour donner naissance au Football Club Sainte-Cécile Saint-Martin-des-Noyers (FCCM).

## Culture locale et patrimoine

### Lieux et monuments
- Le château de la Grève, à environ trois kilomètres du centre-ville. Il a été inscrit MH par arrêté du 8 octobre 1984[26].
- Église Saint-Martin.

### Personnalités liées à la commune
- Joseph-Thomas Bonnet (1751-1793) : vicaire de Saint-Martin-des-Noyers, victime des noyades de Nantes[27] ;
- Pierre Monnereau (1787-1856) : prêtre fondateur des sœurs des Sacrés-Cœurs de Jésus et de Marie, né à Saint-Martin-des-Noyers ;
- Victor Rochereau (1881-1962) : député entre 1914 et 1940, né et mort à Saint-Martin-des-Noyers ;
- René Couzinet (1904-1956) : constructeur d'avions, né à Saint-Martin-des-Noyers ;
- Jean-Charles Thomas (1929-2023) : évêque de Versailles de 1988 à 2001, né à Saint-Martin-des Noyers.

### Emblème

#### Héraldique
| Blason | Blasonnement : Taillé : au premier, de sable à l'épée d'argent posée en fasce la pointe vers senestre, supportant un manteau de gueules ; au second, d'or aux trois noyers arrachés de sable, feuillés de sinople et fruités d'argent, mal ordonnés. |